# Waldbronn
Waldbronn é um município da Alemanha, no distrito de Karlsruhe, na região administrativa de Karlsruhe, estado de Baden-Württemberg.

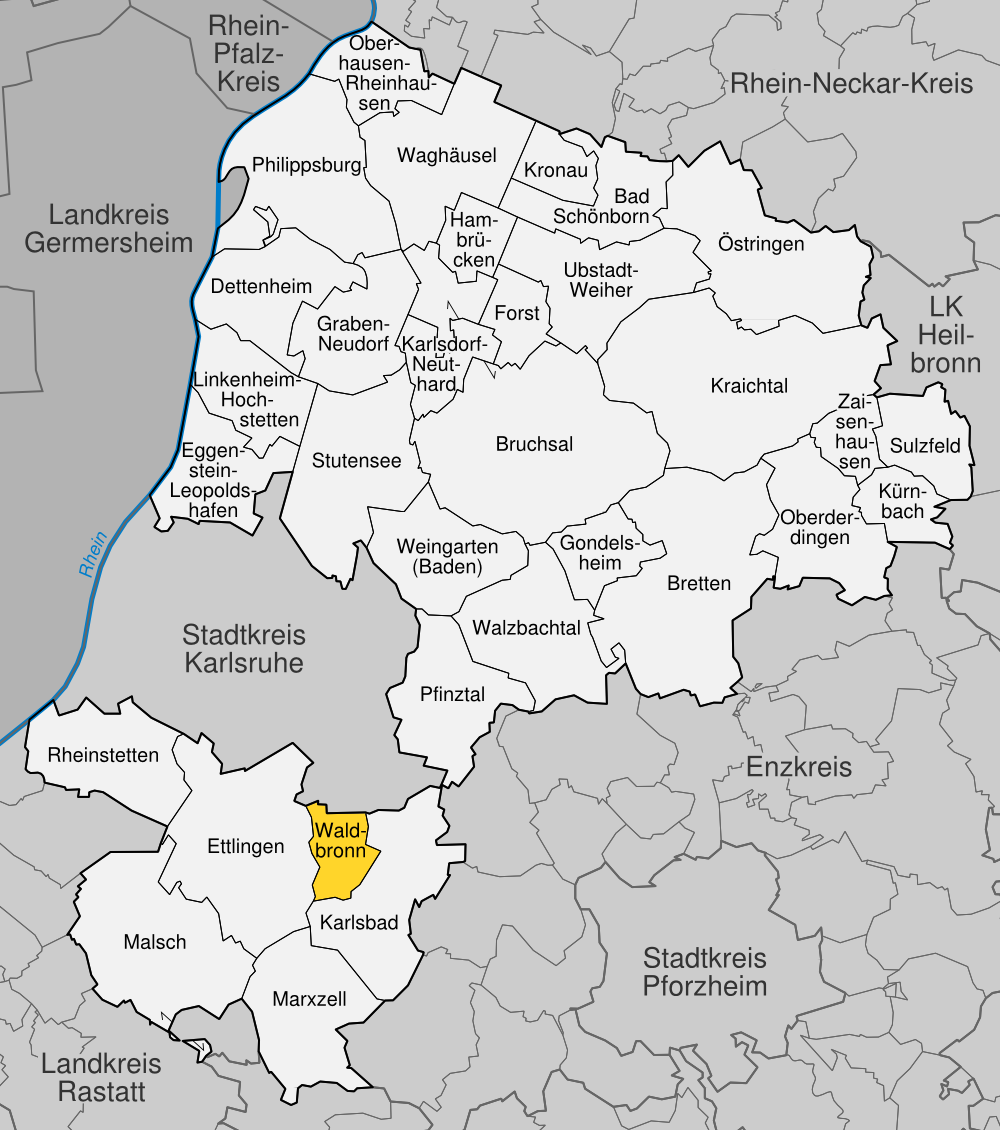
Waldbronn no distrito de Karlsruhe